# OpenOffice Draw
OpenOffice Draw (ранее OpenOffice.org Draw) — векторный графический редактор, по функциональности сравнимый с CorelDRAW, входит в состав Apache OpenOffice и OpenOffice.org. Пакет включает полнофункциональные «коннекторы» между фигурами, которые могут использовать разнообразные стили линий и позволяют рисовать чертежи, например блок-схемы.

## ПоддержкаSVG
С ростом популярности формата SVG, способность OpenOffice Draw импортировать и экспортировать формат SVG становится все более важной.
На сегодня OpenOffice Draw официально поддерживает экспорт в формат SVG, однако с некоторыми ограничениями, которые вскоре будут устранены.
Фильтр импорта SVG, однако, находится всё ещё в стадии разработки и требует наличия Java-движка для работы.
По мере эволюции и завершённости фильтров SVG, пользователи получат возможность использовать Draw для редактирования большой коллекции примеров SVG из Open Clip Art Library, вместо того, чтобы использовать только растровую графику или другие редакторы SVG.

## Клипарты
Программа поставляется с небольшим количеством встроенных клипартов.
Пользователи могут установить графическую библиотеку Open Clip Art Library, которая содержит огромную галерею флагов, логотипов, иконок и баннеров для использования в презентациях и рисунках. В частности, Debian и Ubuntu содержат пакеты openclipart в своих онлайн-репозиториях.

## Фигуры
- Кривая
- Соединительные линии
- Линии и стрелки
- Трехмерные объекты
- Основные фигуры
- Фигуры-символы
- Блочные стрелки
- Блок-схемы
- Выноски
- Dia shapes